# Хинцерт-Пелерт
Хинцерт-Пелерт (њем. Hinzert-Pölert) општина је у њемачкој савезној држави Рајна-Палатинат. Једно је од 103 општинска средишта округа Трир-Сарбург. Према процјени из 2010. у општини је живјело 285 становника. Посједује регионалну шифру (AGS) 7235047.

## Географски и демографски подаци
Хинцерт-Пелерт се налази у савезној држави Рајна-Палатинат у округу Трир-Сарбург. Општина се налази на надморској висини од 490 метара. Површина општине износи 4,8 km². У самом мјесту је, према процјени из 2010. године, живјело 285 становника. Просјечна густина становништва износи 59 становника/km².